# Dargomyzhsky Glacier
Dargomyzhsky Glacier är en glaciär i Antarktis. Den ligger i Västantarktis. Argentina, Chile och Storbritannien gör anspråk på området. Dargomyzhsky Glacier ligger 43 meter över havet.
Terrängen runt Dargomyzhsky Glacier är platt åt sydost, men åt nordväst är den kuperad. Dargomyzhsky Glacier ligger nere i en dal. Trakten är obefolkad. Det finns inga samhällen i närheten.